# Josephville (Misuri)
Josephville es una villa ubicada en el condado de St. Charles en el estado estadounidense de Misuri. En el Censo de 2010 tenía una población de 376 habitantes y una densidad poblacional de 61,13 personas por km².

## Geografía
Josephville se encuentra ubicada en las coordenadas 38°49′46″N 90°47′14″O / 38.82944, -90.78722. Según la Oficina del Censo de los Estados Unidos, Josephville tiene una superficie total de 6.15 km², de la cual 6.15 km² corresponden a tierra firme y (0%) 0 km² es agua.

## Demografía
Según el censo de 2010, había 376 personas residiendo en Josephville. La densidad de población era de 61,13 hab./km². De los 376 habitantes, Josephville estaba compuesto por el 96.54% blancos, el 1.06% eran afroamericanos, el 0.8% eran amerindios, el 0.27% eran asiáticos, el 0% eran isleños del Pacífico, el 0.8% eran de otras razas y el 0.53% pertenecían a dos o más razas. Del total de la población el 0.53% eran hispanos o latinos de cualquier raza.